# Stephen Fry
Sir Stephen John Fry (Hampstead, London, Egyesült Királyság, 1957. augusztus 24. –) angol humorista, író, színész, regényíró, filmkészítő és televíziós személyiség. A Fry és Laurie duó egyik fele, ahol társa Hugh Laurie volt, az Egy kis Fry & Laurie és a Majd a komornyik társszerzője és társszereplője. A Fekete Vipera sorozat és az Oscar Wilde életét feldolgozó Oscar Wilde szerelmei című film miatt is ismert. A QI angol komédiaműsor volt házigazdája. Számos újságnak és magazinnak ír egyéb elfoglaltságai mellett. Önéletrajzi írásai a Moab is my Washpot, The Fry Chronicles és a More Fool Me.

## Élete
Stephen Hampsteadben, London egyik városrészében született Marianna Eve (született Neumann) és Alan John Fry fiaként. Apja angol fizikus és feltaláló volt. Anyai nagyszülei zsidó származásúak voltak az akkori Magyar Királyságból, Nagysurányból (ma: Szlovákia). (1927-ben jött el onnan nagyapja, Martin Neumann). Anyai nagynénjét és unokatestvérét Auschwitzban ölték meg. Stephen Bootonban nőtt fel, Norfolkban, majd Cheshambe költözek, amikor még nagyon fiatal volt.
Stephen egy ideig a Cawston általános iskolába járt, utána Stouts Hillbe, majd pedig az Uppinghambe. Két iskolából is kicsapták. Tizenhét évesen, miután elvégezte a Norfolk technológiai és művészeti iskolát, hitelkártya-lopáson kapták, amiért három hónapot ült a Pucklechurch börtönben. Majd a Norfolk City Collegeban tanult, hogy a Cambridge-i Egyetemre iratkozhasson be. Később a Cambridge-en találkozott humorista-kollégájával, Hugh Laurie-val.
Homoszexualitását nehezen dolgozta fel, 16 évig tartó önmegtartóztatásának híre bejárta a sajtót. 2015. január 17-én házasságot kötött a partnerével, Elliott Spencerrel.
2025. január elséjén lovaggá ütötték.

## Munkái

### TV
- Fekete Vipera (Blackadder)
- Whose Line Is It Anyway?
- Egy kis Fry & Laurie (A Bit of Fry & Laurie) (1987 (első rész), 1989, 1990, 1991, 1995)
- Majd a komornyik (Jeeves and Wooster) (1990-93)
- Common Pursuit (1992)
- Gormenghast (2000)
- QI (2003-tól)
- Kingdom – Az igazak ügyvédje (2007-től)
- Dr. Csont (Bones) (2006-tól)
- Kóbor alakulat (A Felügyelő) (2025)

### Film
- A hal neve: Wanda (1988)
- Szilveszteri durranások (1992)
- I. Q. – A szerelem relatív (1994)
- Oscar Wilde szerelmei (Oscar Wilde)(1997)
- Spice World (1997)
- Zavaros vizeken (1998)
- Gosford Park (2001)
- The Discovery of Heaven (2001)
- Thunderpants (2002)
- Peter Sellers élete és halála (2004)
- Galaxis útikalauz stopposoknak (2005)
- 001 – Az első bevetés (2006)
- V mint vérbosszú (2006)
- Alice Csodaországban (2010)
- Sherlock Holmes 2. – Árnyjáték (2011)
- A hobbit: Smaug pusztasága (2013)
- A hobbit: Az öt sereg csatája (2014)

### Dokumentumfilm
- Stephen Fry: The Secret Life of the Manic Depressive (2006)
- HIV and Me (2007)
- Stephen Fry and the Gutenberg Press (2008)

### Színház
- The Common Pursuit (1988)
- Cell Mates, Simon Gray-jel (1995)

### Rádió
- Saturday Night Fry (1988, BBC Radio 4)
- A Bit of Fry and Laurie (1994, BBC Radio 4)

### Könyv
- Moab Is My Washpot / Arrow, 1997
- Paperweight / Heinemann, 1992
- The Hippopotamus / Hutchinson, 1994 – A víziló / Kult Könyvek, 2009
- The Liar / Heinemann, 1991 – Hazudozó / Kult Könyvek, 2010
- The Ode Less Travelled / Hutchinson, 2005
- The Stars' Tennis Balls / Hutchinson, 2000
- Making History / Hutchinson, 1996 – Csináljunk történelmet / Kult Könyvek, 2010
- Stephen Fry in America / HarperCollins, 2008
- The Fry Chronicles / Michael Joseph, 2010

## Magyarul
- A víziló; ford. Pék Zoltán; Kult Könyvek, Budapest, 2009
- Csináljunk történelmet; ford. Pék Zoltán; Kult Könyvek, Budapest, 2010
- Hazudozó; ford. Pék Zoltán; Kult Könyvek, Budapest, 2010
- Stephen Fry–Hugh Laurie: Egy kis Fry és Laurie; ford. Kövesdi Miklós; Jaffa, Budapest, 2013
- Mítosz. Görög mitológia angol humorral; ford. Kisantal Tamás; Kossuth, Budapest, 2019
- Héroszok. Ókori szuperhősök csodálatos kalandjai; ford. Kisantal Tamás; Kossuth, Budapest, 2020
- Trója. A nagy történet; ford. Kisantal Tamás; Kossuth, Budapest, 2021
- Egy úriember nyakkendői; ill. Stephanie von Reiswitz, fotó Claire Winfield, ford. Vágó Nándor, Kossuth, Budapest, 2022